# Односи Србије и Замбије
Односи Србије и Замбије су инострани односи Републике Србије и Републике Замбије.

## Билатерални односи
Дипломатски односи су успостављени 1964. године.

### Политички односи
Посета министра иностраних послова Републике Замбије Х. Калабе Србији, 14-16. април 2015. године.
Без регистрованих међусобних посета дужи низ година осим посете министра привреде РС Замбији 2005. године.

### Економски односи
У Замбији су присутне две компаније из Србије са својим представништвима - "Енергопројект" и "Нелт". За време посете министра иностраних послова Замбије, договорено је интезивирање сарадње у економским и другим областима. Министар је поред наведених, посетио и компаније "Галеника", "Хемофарм", "Влатаком", које су показале интерес за наступ на замбијском тржишту.
- 2020. године укупна робна размена износила је 111.000 америчких долара. Од тога извоз Србије био је 36 хиљада УСД док је увоз вредео 74 хиљаде долара.
- 2019. размењено је укупно роба у вредности од 626.000 УСД. Извоз из наше земље вредео је 25.000 УСД, а увоз 600 хиљада долара.
- 2018. године укупна робна размена била је 101.000 америчких долара. Од тога извоз из РС био је 95 хиљада УСД док је увоз вредео једва 6 хиљада долара.[2][3]

### Некадашњи дипломатски представници

#### У Београду
- Гинсон Зимба, амбасадор
- Алберт Н. Калиати, амбасадор

#### У Лусаки
- /  Владислав Дрљевић, амбасадор, 1989—1994.
- Јелко Жагар, амбасадор, 1985—1989.
- Александар Војиновић, амбасадор, 1981—
- Радивоје Марковић, амасадор, 1978—1981.
- Ђуро Вуколић, амбасадор, 1973—1978.
- Кемал Сејфула, амбасадор, 1969—1973.
- Ванчо Бурзевски, амбасадор, 1965—1969.